# Euxoa daedala
Euxoa daedala là một loài bướm đêm trong họ Noctuidae.